# 9277 Togashi
9277 Togashi (1980 TT3) là một tiểu hành tinh vành đai chính được phát hiện ngày 9 tháng 10 năm 1980 bởi C. S. Shoemaker và E. M. Shoemaker ở Palomar.